# 大居広樹
大居 広樹（おおい ひろき、1988年4月17日 - ）は、日本の元ラグビーユニオン選手。2016年現在、関西大学ラグビー部のコーチを務める。

## プロフィール
- 大阪府出身[2]。
- ポジションはウィング(WTB)、センター(CTB)。
- 身長 179cm、体重 82kg

## 来歴
上宮太子中学校に入学し1年生からラグビーを始めた。
スポーツ庁スポーツキャリアサポートコンソーシアム推進委員の吉浦剛史は中学校の同級生。
2007年、上宮太子高校卒業後、関西大学に入学する。なお上宮太子高校時代、高校日本代表候補に選ばれたことがある。
2010年、関西大学ラグビー部の主将に就任した。
2011年、関西大学卒業後、初のトップリーガーとなるキヤノンイーグルスに加入。同年11月3日に行われたトップイーストリーグ第7節の東京ガスラグビー部戦に途中出場で公式戦初出場を果たした。
2013年、豊田自動織機シャトルズに加入。
2015年、現役を引退した。
2015年、家業のフジフレックスに入社
2023年、代表取締役社長に就任